# Телегина, Валентина Петровна
Валенти́на Петро́вна Теле́гина (10 [23] февраля 1915, Новочеркасск — 4 октября 1979, Москва) — советская актриса театра и кино. Народная артистка РСФСР (1974).

## Биография
Валентина Петровна Телегина родилась 10 (23) февраля 1915 года в Новочеркасске, столице Донского казачества (ныне — Ростовская область).
В 1937 году окончила Ленинградский институт сценических искусств, мастерская С. А. Герасимова. С 1937 года — актриса Театра имени Ленсовета, в 1940—1941 годах — театра Балтфлота. В кино с 1934 года. Первую большую роль — Моти Котенковой сыграла в фильме Сергея Герасимова «Комсомольск».
Во время Великой Отечественной войны выступала в составе фронтовых бригад в воинских частях, на кораблях и госпиталях.
После войны переехала в Москву.
С 1946 года — актриса ЦКДЮФ имени М. Горького.
Снялась почти в 100 фильмах. Играла в основном лирико-комедийные роли, создавала характерные образы простых русских женщин. Основная тема искусства актрисы — воплощение характера русской женщины во всём её многообразии. Работы Телегиной отмечены теплотой, бытовой достоверностью, естественностью. Она всегда была украшением фильмов, в которых снималась.
Скончалась 4 октября 1979 года в Москве на 65-м году жизни. Похоронена на Митинском кладбище (21 уч.).

## Семья
Замужем не была. Дочь — Надежда Телегина. Надежда вышла замуж за Алексея Болдашева.
Внуки Валентины Телегиной — Болдашевы Сергей и Дарья.

## Награды
- Медаль «За трудовое отличие» (6 марта 1950 года) — за выдающиеся заслуги в развитии советской кинематографии, в связи с 30-летием[6]
- Заслуженная артистка РСФСР (1961)
- Народная артистка РСФСР (1974)

## Творчество

### Фильмография
- 1934 — Люблю ли тебя? — эпизод
- 1937 — Тайга золотая — эпизод

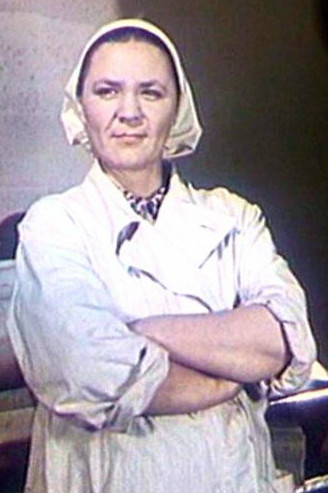
В роли поварихи Паши в фильме «Поезд идёт на восток» (1947)

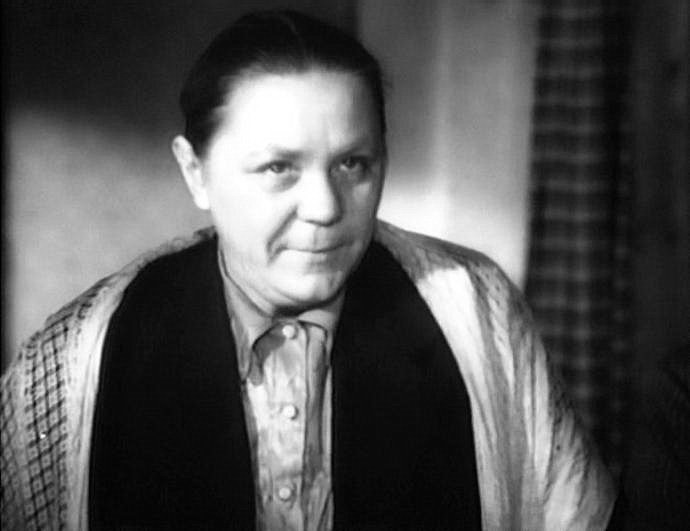
В роли Варвары Курочкиной в фильме «Драгоценные зёрна» (1948)

- 1938 — Комсомольск — Мотя Котенкова
- 1939 — Гость — Почта
- 1939 — Учитель — Степанида Ивановна Лаутина
- 1939 — Хирургия — кухарка
- 1939 — Член правительства — Прасковья Телегина
- 1940 — Возвращение — соседка
- 1942 — Непобедимые — дружинница (нет в титрах)
- 1942 — Секретарь райкома — Дарья, партизанка (нет в титрах)
- 1947 — Весна — научный сотрудник
- 1947 — Поезд идёт на восток — Паша, повариха на заводе (нет в титрах)
- 1948 — Драгоценные зёрна — Варвара Степановна Курочкина, повариха
- 1949 — Кубанские казаки — Авдотья Христофоровна, птичница / колхозница
- 1950 — В степи (к/м) — тётя Нюся
- 1951 — Сельский врач — тётя Паша, санитарка
- 1951 — Спортивная честь — Ветлугина, посыльная с цветами (нет в титрах)
- 1953 — Степные зори — Федосья
- 1953 — Сеанс гипноза — работница птицесовхоза
- 1954 — Море студёное — Терентьевна, сваха
- 1954 — Чемпион мира — тётя Поля
- 1955 — Земля и люди — Марковна
- 1955 — Ляна — дежурная в гостинице (нет в титрах)
- 1955 — Матрос Чижик — Авдотья Петровна
- 1955 — Судьба барабанщика — тётя Таня, уборщица (нет в титрах)
- 1956 — Главный проспект — эпизод
- 1956 — Девушка с маяка — Евдокия Филипповна, боцманша
- 1956 — Павел Корчагин — самогонщица в тюрьме
- 1956 — Поэт — тётя Дуся, санитарка (нет в титрах)
- 1956 — Путешествие в молодость — Марфуша, домработница Назаровых
- 1957 — Дело было в Пенькове — Алевтина Власьевна
- 1957 — Дом, в котором я живу — Клавдия Кондратьевна Давыдова, мать
- 1958 — Олеко Дундич — попадья (нет в титрах)
- 1958 — О моём друге — Софья Максимовна
- 1958 — Стучись в любую дверь — Настасья Ивановна, мать Геннадия
- 1959 — Баллада о солдате — пожилая женщина-шофёр
- 1959 — В нашем городе (к/м) — бабушка Бобочки
- 1959 — Необыкновенное путешествие Мишки Стрекачёва — Нюра, торговка
- 1959 — Ветер — содержательница публичного дома
- 1959 — Ссора в Лукашах — Степанида Саввична, мать Кости
- 1960 — Прощайте, голуби — Мария Ефимовна
- 1960 — Воскресение — Кораблёва
- 1961 — Человек идёт за солнцем — тёща, читающая письмо
- 1961 — Чёртова дюжина — проводница
- 1962 — Душа зовёт — Полина Изотовна, соседка Солянова
- 1962 — Суд — народный судья
- 1962 — Течёт Волга — Наташа, жена капитана
- 1962 — Хитрая механика — тётка Матрёна
- 1964 — Вызываем огонь на себя — Гречушная, спекулянтка
- 1964 — Живые и мёртвые — тётя Паша Куликова
- 1964 — Сказка о потерянном времени — Авдотья Петровна, злая волшебница
- 1965 — Верность — женщина с ведром
- 1965 — Знойный июль — Ниловна
- 1967 — Взорванный ад — женщина-сторож
- 1967 — Разбудите Мухина! — уборщица аудитории / римлянка
- 1967 — Тихая Одесса — горластая торговка на толкучке
- 1967 — Три тополя на Плющихе — Федосья Ивановна
- 1968 — Доживём до понедельника — школьная нянечка
- 1968 — Журавушка — доярка (озвучивает Надежда Животова; нет в титрах)
- 1968 — Угрюм-река — Варвара, кухарка
- 1969 — День и вся жизнь — тётя Поля
- 1970 — Шаг с крыши — санитарка
- 1971 — Телеграмма — Марья Ивановна
- 1972 — Включите северное сияние — повариха
- 1973 — И тогда я сказал — нет… — тётя Паша
- 1973 — Капля в море — бабушка Валя
- 1974 — Помни имя своё — нянечка в роддоме
- 1974 — Происшествие — Анна Петровна («Шибаниха»)
- 1974 — Рейс первый, рейс последний — жена деда
- 1975 — У самого Чёрного моря — тётя Настя
- 1975 — Шаг навстречу — нянечка в роддоме
- 1976 — Повесть о неизвестном актёре — актриса
- 1976 — Цветы для Оли — санитарка
- 1977 — Поединок в тайге — мать Жильцова
- 1978 — Голубка — Матрёна
- 1978 — Живите в радости — Марья Пряжкина
- 1978 — Мятежная баррикада
- 1979 — Завтрак на траве — тётя Паша, повар в пионерлагере (озвучила Елена Максимова)

### Телеспектакли

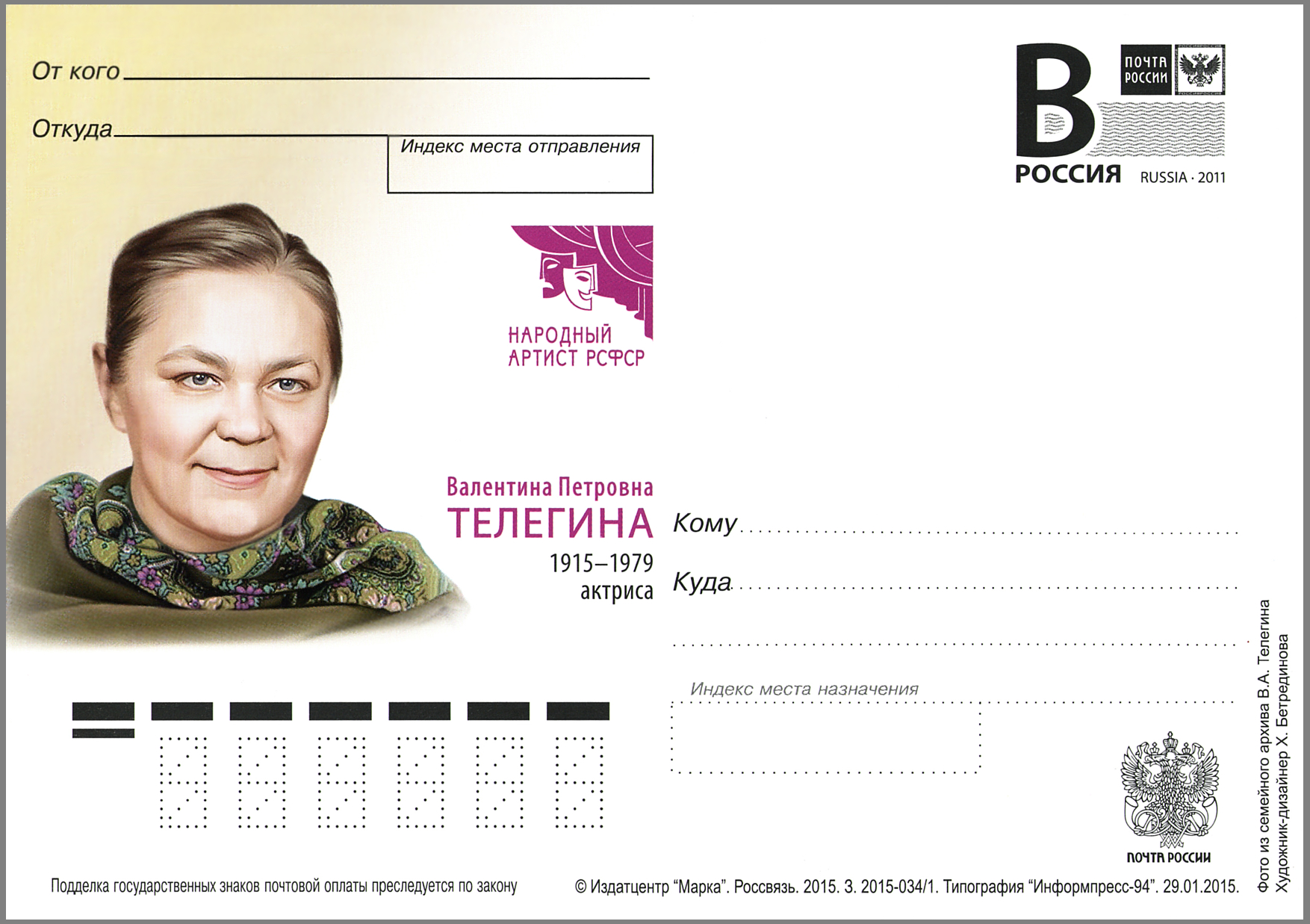
Почтовая карточка, выпущенная к столетию со дня рождения В. П. Телегиной. Почта России, 2015 г.,.

- 1978 — Месяц длинных дней — Александра Платоновна — уборщица в профилактории от типографии

### Озвучивание
- 1959 — Илзе — Иериниете (роль Эмилии Берзини)*
- 1959 — Где чёрту не под силу | Kam čert nemůže (Чехословакия)
- 1967 — Тихая Одесса — беженка в поезде

### Озвучивание мультфильмов
- 1948 — Серая Шейка
- 1949 — Кукушка и скворец
- 1954 — Оранжевое горлышко
- 1962 — История одного преступления (в конце мультфильма крики женщин)
- 1978 — Последняя невеста Змея Горыныча